# ثوران بركان لا بالما 2021

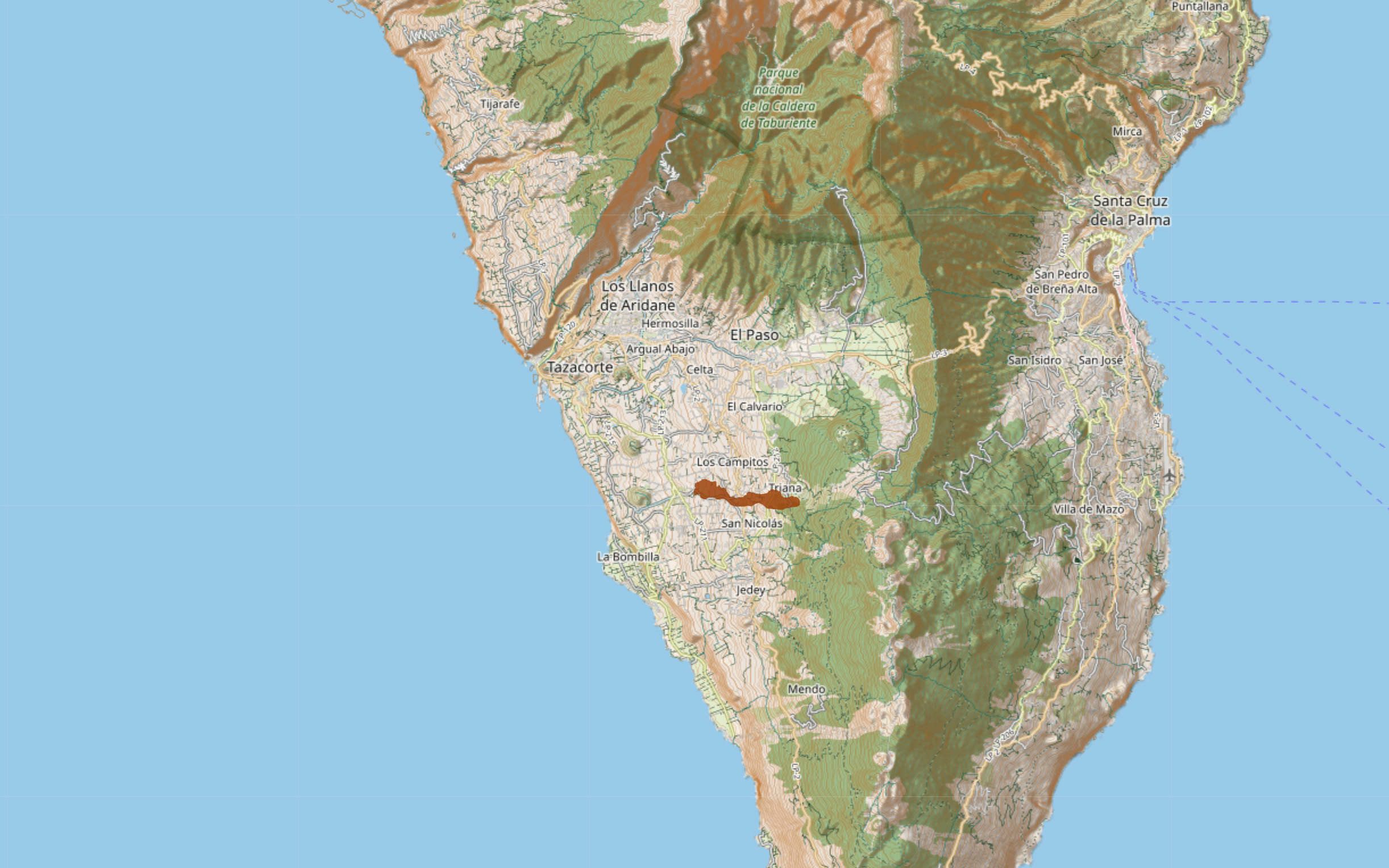
Area covered by the lava river on Monday afternoon 20 September, by Copernicus.

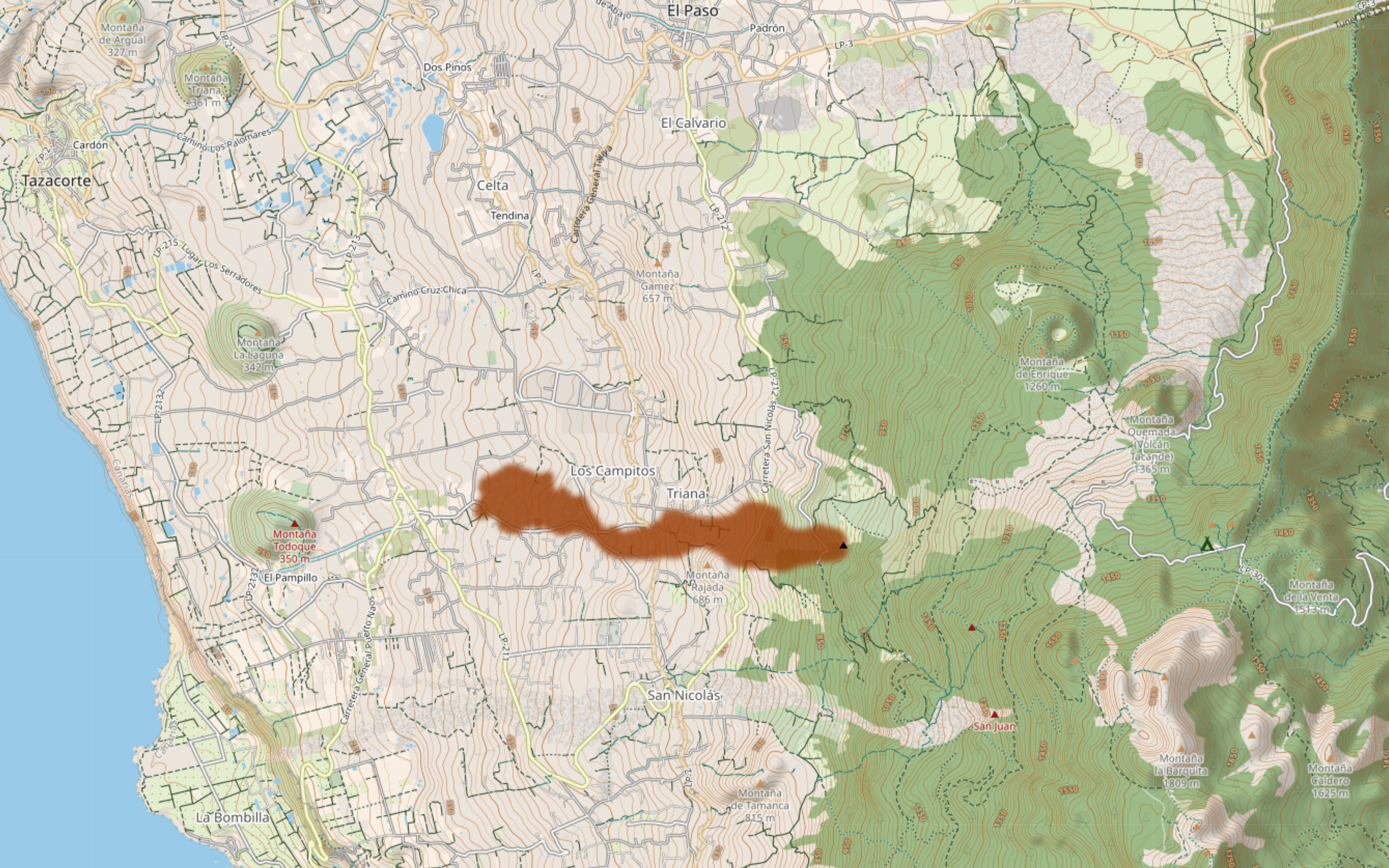
Close-up view of the area covered by the lava river.

ثوران بركان لا بالما 2021 هو بركان تصدعي مستمر لبركان كمبر فيجا، ويعتبر بركان لا بالما الأكثر نشاطًا، في جزر الكناري بإسبانيا. بدأ الساعة 14:15 بالتوقيت العالمي واستمر في الفترة ما بين 19 سبتمبر و13 ديسمبر 2021. وكان هذا أول ثوران بركاني في الجزيرة منذ ثوران تينيجيا في عام 1971. يعد أطول ثوران بركاني معروف حيث استمر 85 يومًا وهو الأكثر ضررًا في لا بالما منذ بدء التسجيل. وصلت إجمالي الأضرار الناجمة عن البركان إلى 843 مليون يورو.
غطت الحمم البركانية أكثر من 1000 هكتار مما أدى إلى إجلاء حوالي 7000 شخص. بلغ عرض الحمم البركانية حوالي 3.5 كيلومتر (2.2 ميل) في أوسع نقطة لها، وطولها حوالي 6.2 كيلومتر (3.9 ميل) ووصلت إلى البحر ودمرت أكثر من 3000 مبنى، وقطعت الطريق السريع الساحلي وشكل شبه جزيرة جديدة. دمرت الحمم البركانية مدينة تودوك وصلت أيضًا إلى لا لاجونا. ربطت حالة وفاة واحدة بالبركان ولكن لم يحدد سبب الوفاة.

## التاريخ
بدأت الأحداث بسلسلة من الزلازل في 11 سبتمبر قبل أن يبدأ ثوران البركان في 19 سبتمبر. فكان أول ثوران بركاني على الجزيرة منذ ثوران بركان تينيجويا في عام 1971، والذي أسفر وقتها عن مقتل أحد المُصوّرين. كانت المنطقة في حالة تأهب قصوى في الأسبوع الذي سبق اندلاع البركان حيث سجلت أكثر من 22.000 هزة في كمبر فيجا في غضون أسبوع.
أجلت سلطات جزيرة لابالما، يوم الثلاثاء 12 أكتوبر 2021، أكثر من 700 من سكانها بعيدا عن منازلهم بسبب قوة الحمم البركانية التي يتقاذفها بركان، حيث أمرت السلطات ما بين 700 و 800 من سكان لا لاجونا بمغادرة منازلهم، ووفقا للمعهد الجيولوجي الوطني الإسباني فقد سجلت 64 حركة زلزالية يوم الثلاثاء 12 أكتوبر 2021، أقواها كان بمقياس 4.1.